# الاتحاد الإسباني لكرة السلة
الاتحاد الإسباني لكرة السلة (بالإسبانية: Spanish Basketball Federation)‏ هي الجهة المسؤولة عن رياضة كرة السلة في إسبانيا يقع مقرها في العاصمة مدريد.
من أهم واجبات الاتحاد تنظيم بطولات كرة السلة في إسبانيا لمختلف الدرجات والفئات العمرية والتي من أهمها الدوري الإسباني لكرة السلة، بالإضافة إلى تعين مدربي المنتخبات الوطنية لكرة السلة في إسبانيا لكلا الجنسين ومختلف الفئات العمرية بما فيها منتخب إسبانيا لكرة السلة، تأسس الاتحاد سنة 1923 ويتبع الاتحاد الأوروبي لكرة السلة.